# Hast Du Zeit für ein paar Träume?
Hast Du Zeit für ein paar Träume? ist das siebte Studioalbum der deutschen Sängerin Stefanie Hertel, das im Oktober 1996 erschien.

## Entstehung und Veröffentlichung
Die Erstveröffentlichung von Hast Du Zeit für ein paar Träume? erfolgte am 15. Oktober 1996 bei EastWest Records. Das Album erschien in seiner Originalausführung als CD mit zwölf Titeln (Katalognummer: 0630-16633-2). Es erschien zudem auch als Videoalbum in VHS-ausführung (Katalognummer: 045 780-3). Das Frontcover zeigt Hertels Gesicht mit dem Vermerk „Album zur TV-Sendung Liebesbriefe an Dich“.
Geschrieben und produziert wurden alle Lieder von Erich Ließmann (Jean Frankfurter). Beim Schreibprozess bekam er bei allen Liedern Unterstützung durch Irma Holder.
Die Titel Mit einem Koffer voller Sonnenschein und Mach ein Geschenk aus Deinem Leben interpretierte Stefanie Hertel mit ihrem späteren Ehemann Stefan Mross. Den zweitgenannten Titel interpretierte sie ebenso zusammen mit ihrem Vater Eberhard Hertel.

## Titelliste
| Nr. | Titel                                                                     | Autor(en)                     | Produzent(en)    | Länge |
| --- | ------------------------------------------------------------------------- | ----------------------------- | ---------------- | ----- |
| 1.  | Hast du Zeit für ein paar Träume?                                         | Jean Frankfurter, Irma Holder | Jean Frankfurter | 3:31  |
| 2.  | Alles geht, wenn man es wirklich will                                     | Jean Frankfurter, Irma Holder | Jean Frankfurter | 2:52  |
| 3.  | Ich hab ein Handy in meinem Herzen                                        | Jean Frankfurter, Irma Holder | Jean Frankfurter | 3:29  |
| 4.  | Noch dreimal wird der Kirschbaum blüh'n                                   | Jean Frankfurter, Irma Holder | Jean Frankfurter | 3:00  |
| 5.  | Goldene Hände                                                             | Jean Frankfurter, Irma Holder | Jean Frankfurter | 3:17  |
| 6.  | Immer wieder Sehnsucht                                                    | Jean Frankfurter, Irma Holder | Jean Frankfurter | 3:10  |
| 7.  | Ein kleines Blatt am Baum des Lebens                                      | Jean Frankfurter, Irma Holder | Jean Frankfurter | 3:16  |
| 8.  | Mit einem Koffer voller Sonnenschein (mit Stefan Mross)                   | Jean Frankfurter, Irma Holder | Jean Frankfurter | 2:48  |
| 9.  | Ein Geschenk des Himmels                                                  | Jean Frankfurter, Irma Holder | Jean Frankfurter | 3:05  |
| 10. | Mach ein Geschenk aus Deinem Leben (mit Stefan Mross und Eberhard Hertel) | Jean Frankfurter, Irma Holder | Jean Frankfurter | 3:23  |
| 11. | Espresso italiano                                                         | Jean Frankfurter, Irma Holder | Jean Frankfurter | 3:58  |
| 12. | Ich bin immer da, wo die Musi spielt                                      | Jean Frankfurter, Irma Holder | Jean Frankfurter | 2:57  |

## Chartplatzierungen
Hast Du Zeit für ein paar Träume? stieg am 4. November 1996 auf Rang 81 der deutschen Albumcharts ein. Seine beste Platzierung erreichte es mit Platz 57 in der Woche vom 11. November 1996. Das Album konnte sich insgesamt fünf Wochen in den Charts platzieren, letztmals auf Platz 91 in der Chartausgabe vom 2. Dezember 1996.
| ChartsChartplatzierungen | Höchstplatzierung | Wochen |
| ------------------------ | ----------------- | ------ |
| Deutschland (GfK)        | 57 (5 Wo.)        | 5      |